# دانيال بيرتا
دانيال بيرتا (بالسويدية: Daniel Berta) مواليد 26 نوفمبر 1992 في هلسينغبورغ، هو لاعب كرة مضرب سويدي يلعب باليد اليمنى. أعلى تصنيف له في الفردي كان المركز الـ 637 في سنة 2012.

## روابط خارجية
- دانيال بيرتا على موقع رابطة محترفي التنس (الإنجليزية)
- دانيال بيرتا على موقع الاتحاد الدولي لكرة المضرب (الإنجليزية)
- دانيال بيرتا على موقع خلاصة التنس.كوم (الإنجليزية)
- دانيال بيرتا على موقع إي إس بي إن.كوم (الإنجليزية)